# New Pigs on the Block
New Pigs on Block is een Belgische documentairefilm uit 2022, geregisseerd en gefilmd door Jimmy Kets.

## Verhaal
In de documentairefilm New Pigs on the Block richt filmmaker Jimmy Kets de camera op drie varkens: Luc, Mia & Anja. Zij spelen de hoofdrol in een sociaal buurtproject. Op een met elektrische draad afgebakend stukje niemandsland, tussen een spoorweg en een kleine parking, verwerken de varkens de voedseloverschotten van restaurants en winkels uit de buurt. Een nobel opzet. De film start dan ook in een ogenschijnlijk aards paradijs, waar ze kunnen eten naar believen en waar ze warmte en vriendschap krijgen van de buurtbewoners. Maar langzaam kantelt het. De buitenwereld verstoort steeds vaker en steeds harder hun vredige bestaan. De zomer gaat intussen over in de herfst, hun plek raakt in verval, de sfeer tussen de varkens wordt grimmiger en hun vertrouwen in de mens ebt weg.

## Productie
Fotograaf en documentairemaker Jimmy Kets kwam tijdens een zomeravondwandeling in 2018 in de buurt van zijn huis drie jonge varkens tegen. Kets was meteen gefascineerd door hun manier van bewegen en communiceren, en besloot met zijn camera het trio te volgen. Vier maanden lang volgde hij elke beweging van Luc, Mia en Anja. Kets koos er voor om het verhaal te vertellen vanuit het perspectief van de varkens. Dus elk beeld moest op ooghoogte worden genomen en elke opname moest in de wei zelf worden gemaakt. Omdat er geen zoomlenzen gebruikt worden, was er voor een close-up van een oog amper 10 cm afstand tussen de camera en het varken.
De film kwam tot stand met steun van het Vlaams Audiovisueel Fonds (VAF) en de Belgische "tax shelter" voor filmfinanciering.

## Release
De Europese première was op 19 januari 2022 in het "Focus Benelux"-programma op het Festival international de programmes audiovisuels documentaires de Biarritz ( FIPADOC) in Biarritz, Frankrijk waar hij positieve kritieken kreeg.